# Thiago Vernal
Thiago Vernal Wong (Lima, 15 de enero de 2005) es un actor, bailarín y cantante peruano. Obtuvo reconocimiento por haber protagonizado en obras musicales de su país y por interpretar el papel de Ignacio en la secuela La peor de mis bodas.

## Trayectoria

### Carrera actoral
Vernal debuta en la actuación a los diez años en 2015, participando en la película La peor de mis bodas con su personaje de Ignacio como coprotagonista, retomando el rol en las secuelas 2019 y 2023. Al año siguiente, se suma al doblaje peruano de la película Pelé: el nacimiento de una leyenda en el papel de Thiago.[cita requerida]
Tuvo una breve participación en la serie de televisión De vuelta al barrio, interpretando a Guillermo «Memo» Barragán en 2017.
Protagoniza junto a Brando Gallesi y Ray del Castillo la adaptación local de la obra Billy Elliot en 2018 donde ambos encarnan al mismo personaje y se incluye al elenco de la serie web Atrapados: Divorcio en cuarentena en 2020, con el papel estelar de Bruno. Antagonizó la película La Foquita: El 10 de calle como Claudio, quién sería uno de los compañeros de entrenamiento de Jefferson Farfán.[cita requerida] Protagonizó la obra musical El hospedador al lado de Maríagracia Mora en 2021. En ese mismo año, se incorpora al elenco del nuevo proyecto Concept House.
Vernal participa en el cortometraje Puñalada en el año 2021, bajo la dirección del actor juvenil Samuel Sunderland, como Sebastián, y protagoniza la obra musical Cero en conducta en 2022 con su personaje de Darío, un estudiante de secundaria que tiene problemas en el colegio y recibe la ayuda de una compañera de clase para mejorar sus calificaciones.
Tiempo después, el 25 de mayo de 2023 fue anunciado como parte del elenco de la película musical peruana Locos de amor: Mi primer amor, interpretando al personaje de Lucho, estrenada en 2025, que a su vez, se desempeñó como productor.
En el año 2025, conforma el elenco central de la obra El goce Shakesperiano, bajo la dirección de Fernando Luque.

### Carrera musical
En 2017, debuta en la música formando con Brando Gallesi, Fabiana Valcárcel y Merly Morello la agrupación musical Boomerang (posteriormente, Quattro). Además, en 2020 lanzó su primer tema musical bajo el nombre de «Nadie como tú» en colaboración con el cantante Nero Lvigi.[cita requerida]
Además, lanzó su segundo sencillo «Me pides perdón» y comienza a interpretar covers de conocidas canciones junto a otras figuras del medio local.[cita requerida]
En el año 2021, Vernal interpretó la versión de «Count on me» del cantante Bruno Mars, al lado de  la actriz y cantante Adriana Campos-Salazar.

## Vida personal
Thiago Vernal nació en la capital Lima, el 15 de enero de 2005, proveniente de una familia de clase media alta. Es hijo del piloto de aviación Giancarlo Vernal y de María Fernanda Wong.Es el hermano mayor de los actores infantiles Ivana Vernal y Andy Vernal.[cita requerida]
Recibió clases de actuación en los talleres de la productora Del Barrio, además de formar parte del elenco de Preludio Asociación Cultural, a cargo de la dirección de Denisse Dibós. A los doce años comenzó a participar en diferentes concursos infantiles de baile locales obteniendo los primeros puestos.[cita requerida]
Desde el año 2021, mantiene una relación sentimental con la actriz y cantante Adriana Campos-Salazar. En el año 2024, se confirmó su noviazgo de manera pública.
En el año 2022, se mudó a Estados Unidos para estudiar la carrera de teatro musical en la AMDA College, en la ciudad de Nueva York, siendo egresado en 2024.

## Filmografía

### Televisión

#### Series y telenovelas
| Año       | Título                            | Rol                           | Notas                         | Emisión               | Ref.             |
| --------- | --------------------------------- | ----------------------------- | ----------------------------- | --------------------- | ---------------- |
| 2017      | De vuelta al barrio               | Guillermo Barragán / «Memo»   | Rol de antagonista secundario | América Televisión    | [ 4 ]            |
| 2020      | Te volveré a encontrar            | Fabrizio Granados Barandiarán | Rol principal                 | América Televisión    | [cita requerida] |
| 2020-2021 | Atrapados: Divorcio en cuarentena | Bruno                         | Rol principal                 | Streaming por Netflix |                  |
| 2021      | La academia: Desafío y fama       | Él mismo                      | Rol de invitado especial      | América Televisión    | [ 20 ]           |

#### Programas de televisión
| Año  | Título         | Rol      | Notas       | Emisión | Ref.   |
| ---- | -------------- | -------- | ----------- | ------- | ------ |
| 2021 | Acceso público | Él mismo | Presentador | TV Perú | [ 21 ] |

### Cine
| Año  | Título                             | Rol                         | Notas                                   | Ref.             |
| ---- | ---------------------------------- | --------------------------- | --------------------------------------- | ---------------- |
| 2016 | Pelé: el nacimiento de una leyenda | Thiago                      | Voz de doblaje                          | [cita requerida] |
| 2016 | La peor de mis bodas               | Ignacio                     | Rol principal Dirección: Adolfo Aguilar | [ 1 ]            |
| 2019 | La peor de mis bodas 2             | Ignacio                     | Rol principal Dirección: Adolfo Aguilar |                  |
| 2020 | La Foquita: El 10 de la calle      | Claudio                     | Rol antagónico principal                |                  |
| 2021 | Puñalada (Cortometraje)            | Sebastián                   | Rol protagónico                         | [ 10 ]           |
| 2021 | Medias hermanas                    | Agustín                     | Rol protagónico                         | [cita requerida] |
| 2022 | No me digas solterona 2            | Uno de los alumnos de baile | Rol recurrente                          | [ 22 ]           |
| 2022 | Engaño (Cortometraje)              | Sebastián                   | Rol principal                           | [ 23 ]           |
| 2023 | La peor de mis bodas 3             | Ignacio                     | Rol principal                           | [ 24 ]           |
| 2025 | Locos de amor: Mi primer amor      | Lucho                       | Rol protagónico                         | [ 25 ] [ 13 ]    |

### Teatro
| Año       | Título                 | Rol          | Notas                                       | Ref.             |
| --------- | ---------------------- | ------------ | ------------------------------------------- | ---------------- |
| 2018      | Billy Elliot           | Billy        | Rol protagónico Productora: Los Productores | [ 5 ]            |
| 2019      | Ciudad Fantasía        | Niño Azul    | Rol principal                               | [ 26 ]           |
| 2021-2022 | Japan, el musical      | Tadeo        | Rol protagónico                             | [cita requerida] |
| 2021      | ¿Qué obra hacemos?...  |              | Rol principal                               | [ 27 ]           |
| 2021      | El hospedador          | Matías       | Rol protagónico                             | [ 8 ]            |
| 2022      | Déjame brillar         | Bailarín     | Rol protagónico                             | [ 28 ]           |
| 2022      | Cero en conducta       | Darío        | Rol protagónico                             | [ 12 ] [ 11 ]    |
| 2022      | La guerra de los sexos | Él mismo     | Rol principal                               | [ 29 ]           |
| 2025      | El goce Shakesperiano  | Varios roles | Rol central                                 | [cita requerida] |
| 2025      | Querido Evan Hansen    | Evan Hansen  | Rol protagónico                             | [cita requerida] |

## Discografía

### Álbumes

#### Como solista
- 2020: Nadie como tú
- 2020: Me pides perdón
- 2021: Sola solita

#### Con Quattro
- 2018: Loco loco[14]